# Psychonotis purpurea
Psychonotis purpurea är en fjärilsart som beskrevs av Druce 1902. Psychonotis purpurea ingår i släktet Psychonotis och familjen juvelvingar. Inga underarter finns listade.